# Kremser SC

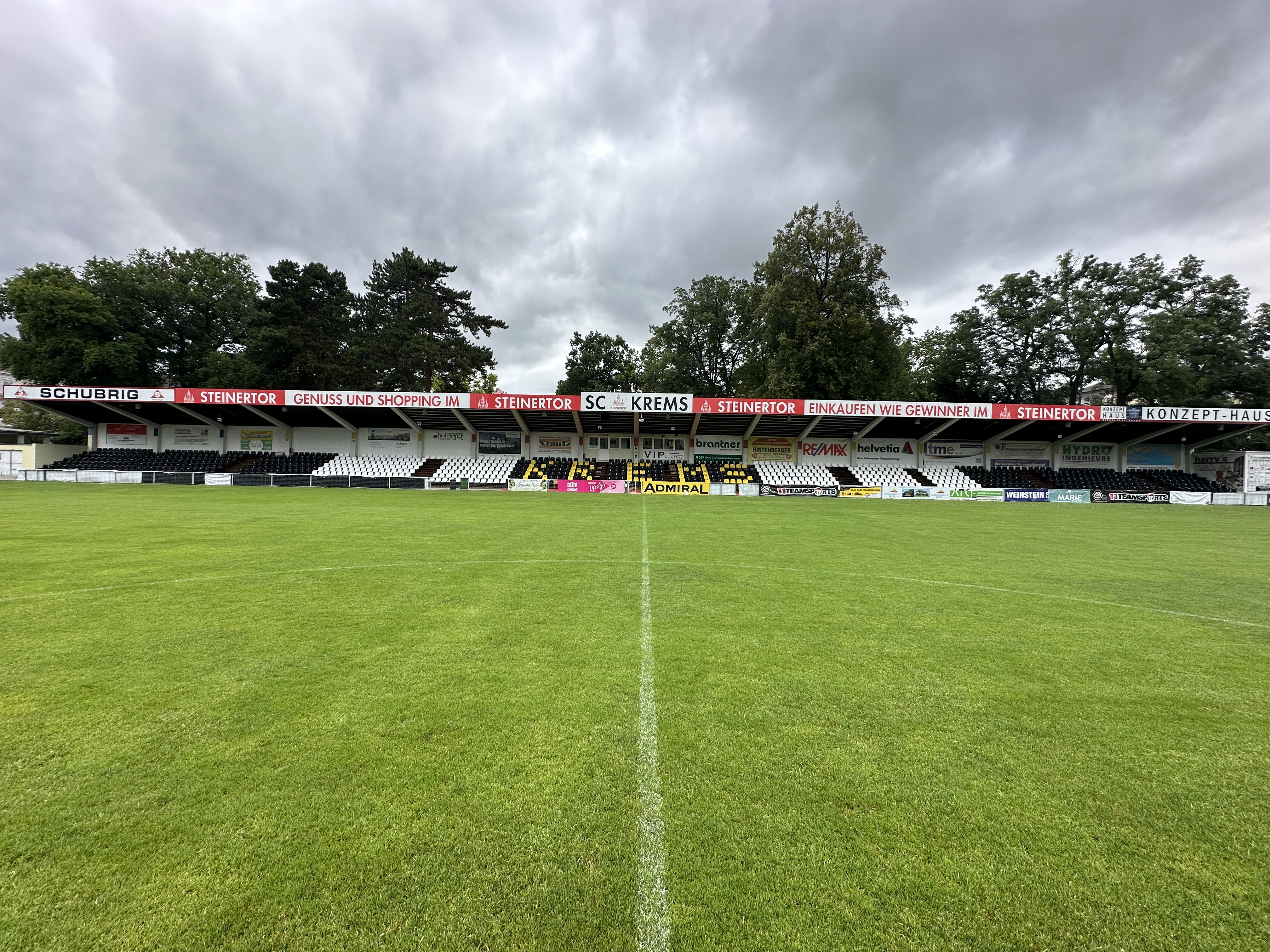
Haupttribüne

Der Kremser Sportclub, kurz KSC ist ein österreichischer Fußballverein aus der Stadt Krems in Niederösterreich und spielt ab der Saison 2022/23 in der Regionalliga Ost, der dritthöchsten Spielklasse Österreichs. Seine Vereinsfarben sind Schwarz-Weiß.

## Geschichte
Der Verein wurde am 24. August 1919 als 1. Kremser Sport-Club mit den Vereinsfarben Schwarz-Weiß gegründet und trat am 1. Oktober 1919 dem Niederösterreichischen Fußballbund bei. Bereits im Gründungsjahr wurde das Kremser Vereinslogo geschaffen, das heute noch Gültigkeit hat. Um auf die Herkunft aus dem Ortsteil Stein hinzuweisen, erfolgte am 22. Juli 1920 eine Namensänderung in Krems-Steiner-Sport-Club (Krems-Steiner SC), doch schon 1924 erhielt der Verein jenen Namen, unter dem er später in ganz Österreich bekannt wurde: Kremser Sport-Club.
1930 feierte der Kremser SC seinen ersten großen Erfolg mit dem Gewinn der österreichischen Amateurmeisterschaft. In den Finalspielen bezwangen die Niederösterreicher den Vorgänger der heutigen Austria Lustenau, den FA Turnerbund Lustenau auswärts mit 7:2 und konnten sich im Heimspiel daraufhin sogar eine 1:3-Niederlage zum Gewinn des Titels leisten. 1954 stiegen die Kremser erstmals in die Staatsliga B und 1956 sogar in die Staatsliga A auf. Nach Auflösung der Staatsliga B konnte sich der Sportclub immerhin bis 1974 in der Regionalliga Ost halten, bevor es wieder zurück in die Landesliga Niederösterreich ging. Von 1977 bis 1980 spielte man dann wieder in der 2. Division der Bundesliga, stieg aber danach wieder in die Landesliga ab. 1983 folgte die Rückkehr in die zweite Spielstufe in der sich der Kremser SC kontinuierlich zu einem Spitzenverein der Liga entwickelte.
Die nächsten Jahre wurden die erfolgreichsten des niederösterreichischen Traditionsvereins. Im Spieljahr 1987/88 erreichte der damalige SC Sparkasse Krems sensationell das Pokalfinale und blieb dann auch noch gegen den übermächtig scheinenden FC Swarovski Tirol mit 2:0 und 1:3 aufgrund der Auswärtstorregel siegreich. Der Gewinn des österreichischen Pokalbewerbes stellt bis heute den größten Erfolg in der langen Vereinsgeschichte dar. Dieser ermöglichte den Kremsern die Teilnahme am Europapokal der Pokalsieger 1988/89. Dort scheiterten sie am DDR-Pokalsieger FC Carl Zeiss Jena nach einem 0:5 in Jena und einem 1:0-Heimsieg in der 1. Runde. Aufgrund des Pokalgewinns durften die Kremser auch um den Supercup spielen, verloren jedoch am 16. Juli 1988 in Krems gegen den österreichischen Rekordmeister Rapid Wien nach einem 1:1 n. V. äußerst knapp mit 1:3 im Elfmeterschießen.
Durch gezielte Verstärkungen (u. a. Hans Krankl) wuchs der Kremser SC zu einer ernst zu nehmenden Kraft im österreichischen Fußball heran und schaffte 1989 mit dem vierten Rang im Aufstiegs-Play-Off sogar den Aufstieg in die 1. Division der Bundesliga, in der sich der Verein immerhin bis 1992 halten konnte. Der Star der Kremser war im letzten Jahr der Erstligazugehörigkeit der argentinische Weltmeister Mario Kempes.
Nach dem Abstieg aus der 1. Bundesliga endete die Talfahrt des Vereins allerdings erst in der viertklassigen 1. Niederösterreichischen Landesliga. 2001 schafften die Kremser mit dem Gewinn des Meistertitels in dieser Liga den Wiederaufstieg in die drittklassige Regionalliga Ost.
Bei der am 13. Jänner 2006 stattgefundenen Generalversammlung übernahm Herbert Steininger wieder die Funktion des Obmanns beim Kremser Sportclub. Auf dieser Generalversammlung wurde auch die Rückbenennung des Vereins von der Sponsorenbezeichnung Arriba!Krems in den traditionellen Vereinsnamen Kremser SC offiziell beschlossen.
2007 stieg der Kremser SC in die viertklassige Niederösterreichische Landesliga ab. Der Vorstand wurde nach dem Abstieg neu gewählt und fast alle Spieler und der Trainer verließen den Verein. Nach der Saison 2008/09 folgte der Abstieg in die fünftklassige 2. Landesliga West.
In der Saison 2013/2014 verlor der Sportclub kein einziges Pflichtspiel. Dadurch wurde man ungeschlagen Meister und trat in der Folgesaison 2014/15 in der Landesliga Niederösterreich an.
In der Saison 2014/2015 wurde der Sc Steinertor Krems Vizemeister hinter dem ASK Ebreichsdorf. Die Mannschaft verlor in dieser Saison (nach 42 ungeschlagenen Spielen) nur 2 Matches.
In der Spielzeit 2021/22 platzierte sich der Sportclub auf Rang 2 in der NÖ Landesliga, hinter dem Meister. Im Relegationsspiel gegen den Wiener SV Donau am 25. Juni 2022 wurde der Aufstieg in die Drittklassigkeit durch ein Tor von Kurt Starkl in der Nachspielzeit realisiert.

## Spielklassen
| - 1919–1933 1. Klasse Nord - 1933–1938 Niederösterreichische Landesliga - 1938–1945 Bezirksliga Ost - 1946–1947 1. Klasse West - 1947–1950 2. Klasse West - 1950–1954 Niederösterreichische Landesliga - 1954–1956 Staatsliga B - 1956–1960 Staatsliga A - 1960–1966 Regionalliga Ost - 1966–1974 Niederösterreichische Landesliga - 1974–1976 Regionalliga Ost - 1977–1980 Bundesliga 2. Division | - 1980–1981 Regionalliga Ost - 1981–1983 Niederösterreichische Landesliga - 1983–1989 Bundesliga 2. Division - 1989–1992 Bundesliga 1. Division - 1992–1994 Bundesliga 2. Division - 1994–1995 Regionalliga Ost - 1995–2001 Niederösterreichische Landesliga - 2001–2006 Regionalliga Ost - 2007–2009 Niederösterreichische Landesliga - 2009–2014 2. Landesliga West (Niederösterreich) - 2014–2022 Niederösterreichische Landesliga - seit 2022 Regionalliga Ost |

## Erfolge und Titel
- 1 × Amateurstaatsmeister: 1930
- 1 × Österreichischer Pokalsieger: 1988
- 1 × Supercupteilnehmer: 1988
- 7 × Niederösterreichischer Landesmeister: 1930, 1931, 1933, 1954, 1974, 1983, 2001
- 2 × Niederösterreichischer Landescupsieger: 1936, 2015

Nachdem der Kremser SC in den Jahren 2013–2014, 42 Spiele in Folge ungeschlagen blieb, stellte er einen neuen österreichweiten Rekord in den höchsten vier Spielklassen auf und löste somit den seit 55 Jahren bestehenden des Wiener Sportclubs (41 Spiele) ab.

## Europapokalbilanz
| Saison  | Wettbewerb                  | Runde    | Gegner             | Gesamt | Hin     | Rück    |
| ------- | --------------------------- | -------- | ------------------ | ------ | ------- | ------- |
| 1988/89 | Europapokal der Pokalsieger | 1. Runde | FC Carl Zeiss Jena | 1:5    | 0:5 (A) | 1:0 (H) |

Gesamtbilanz: 2 Spiele, 1 Sieg, 1 Niederlage, 1:5 Tore (Tordifferenz −4)

## Bekannte Spieler
| - Alexander Martinek (bis 1939) - Georg Braun (1941–1943) - Felix Gasselich (1989–1990) - Mario Kempes (1990–1992) - Hans Krankl (1988) - Erwin Höld - Hannes Weninger (1987–1988) - Thomas Janeschitz - Paul Perstling - Slobodan Batricevic - Erwin Wolf - Hannes Weber | * Franz Blicenec - Johann Drabek - Gottfried Angerer - Hans Friedl - Christian Schmölzer - Eldar Topić - Ernst Baumeister - Horst Kirasic - Roland Otto - Miroslaw Slawow - Lukas Thürauer - Michael Ambichl - Stefan Maierhofer (seit 2022) |

## Bekannte Trainer
- Rudolf Szanwald, Meister der Landesliga Niederösterreich 1974, Meister der Regionalliga Ost 1976
- Robert Dienst, Meister der Landesliga Niederösterreich 1983, Aufstieg in die 2. Division
- Ernst Weber, ÖFB-Cup-Sieger 1988
- Frenk Schinkels, Meister der Landesliga Niederösterreich 2001

## Stadion, Sportplätze und Zuschauer
Die Heimspiele des Kremser SC werden im Sepp-Doll-Stadion ausgetragen, das nach dem ehemaligen Präsidenten Sepp Doll benannt wurde. Es fasst 10.000 Zuschauer, wobei es eine überdachte Sitzplatz- und drei unüberdachte Stehplatztribünen gibt. Die Anlage verfügt über einen Rasenplatz (103 × 67 m) mit einer 4-Masten-Flutlichtanlage und modernen Kabinen. Außerdem hat der Kremser SC noch ein am 15. August 2000 eröffnetes Jugendzentrum in Krems-Lerchenfeld. Dazu gibt es mit dem Ausportplatz einen Trainingsplatz neben dem Kremser Bundessportplatz.
Einen Zuschauerrekord gab es am 21. Oktober 1956, wo beim Spiel KSC gegen Rapid Wien (0:2) über 10.000 Besucher in das Kremser Stadion kamen. Das Hinspiel des österreichischen Cup-Finals 1988 gegen den Titelfavoriten FC Swarovski Tirol, das der KSC 2:0 für sich entscheiden konnte, wurde offiziell vor über 9.000 Zusehern ausgetragen. Als der Kremser SC noch in der Bundesliga spielte kamen auch gegen den damaligen Erzrivalen VSE St. Pölten über 9.000 Fans in das Stadion. Nach dem Abstieg aus der Bundesliga in die Regionalliga und 2007 in die Landesliga sank das Zuschauerinteresse jedoch deutlich.
Seitdem der Kremser SC wieder sportliche Erfolge feiert und von der 2. Landesliga West in die 1. Landesliga aufgestiegen ist, besuchen bei Spitzenspielen wieder über 2.500 Zuseher das im Jahr 2013 mit neuen Schalensitzen ausgestattete Sepp-Doll-Stadion. Der Zuschauerschnitt lag in der Saison 2014/15 bei knapp 600 Besuchern pro Spiel.